# Teatro Trans-Mississippi da Guerra Civil Americana

Mapa do Teatro Trans-Mississippi da Guerra Civil Americana, apresentando apenas as principais batalhas

O Teatro Trans-Mississippi da Guerra Civil Americana consiste nas principais operações militares a oeste do rio Mississippi. A área é muitas vezes pensada como excluindo os estados e territórios que fazem fronteira com o Oceano Pacífico, que formaram o Teatro da Costa do Pacífico da Guerra Civil Americana (1861-1865).
A classificação da campanha estabelecida pelo Serviço Nacional de Parques do Departamento do Interior dos Estados Unidos é mais refinada que a usada neste artigo. Algumas campanhas menores do Serviço Nacional de Parques foram omitidas e algumas foram combinadas em categorias maiores. Apenas algumas das 75 principais batalhas classificadas pelo Serviço Nacional de Parques para este teatro são descritas. O texto na caixa na margem direita mostra as campanhas do Serviço Nacional de Parques associadas a cada seção.
Atividade neste teatro em 1861 foi dominada em grande parte pela disputa sobre o estado da fronteira do estado de Missouri. A Guarda Estadual do Missouri, aliada aos Confederados, conquistou importantes vitórias na Batalha de Wilson's Creek e na Primeira Batalha de Lexington. No entanto, eles foram expulsos na Primeira Batalha de Springfield. Um Exército da União sob o comando de Samuel Ryan Curtis derrotou as forças Confederadas na Batalha de Pea Ridge, no noroeste de Arkansas, em março de 1862, solidificando o controle da União sobre a maior parte do Missouri. As áreas de Missouri, Kansas e o Território Indígena (atual Oklahoma) foram marcadas por extensas atividades guerrilheiras durante todo o restante da guerra, sendo o incidente mais conhecido o infame Massacre de Lawrence na cidade sob controle da União de Lawrence, Kansas em agosto de 1863
Na primavera de 1862, as forças Confederadas avançaram para o norte ao longo do Rio Grande de El Paso, Texas, através do Território do Novo México, mas foram paradas na Batalha de Glorieta Pass (26 a 28 de março de 1862). Em 1863, o general Edmund Kirby Smith assumiu o comando do Departamento Confederativo Trans-Mississippi e tentou, sem sucesso, libertar o Cerco de Vicksburg pelo general Ulysses S. Grant nas margens orientais opostas do rio Mississippi, em Mississippi. Como resultado da longa campanha/cerco e rendição em julho de 1863 pelo general John C. Pemberton, a União ganhou o controle de todo o rio Mississippi, dividindo os Confederados. Isso deixou o Departamento Trans-Mississippi quase completamente isolado do resto dos Estados Confederados para o leste. Tornou-se apelidado e conhecido como "Kirby Smithdom", enfatizando a falta de controle direto do governo Confederado sobre a região.
Na Campanha de Red River de 1864, uma força da União sob o comando do major-general Nathaniel P. Banks tentou obter o controle sobre o noroeste da Luisiana, mas foi impedida por tropas Confederadas comandadas por Richard Taylor. A Incursão de Price, uma tentativa liderada pelo major-general Sterling Price para recapturar o Missouri para os Confederados, terminou quando as tropas de Price foram derrotadas na Batalha de Westport naquele outubro. Em 2 de junho de 1865, depois que todos os outros grandes exércitos Confederados do campo ao leste haviam se rendido, Kirby Smith entregou oficialmente seu comando em Galveston, no Texas. Em 23 de junho, Stand Watie, que comandou as tropas do Sul do Território Indígena, se tornou o último general Confederado a se render.

## Principais comandantes da União no Teatro Trans-Mississippi
- Major-general
Nathaniel P. Banks,
USA
- Major-general
James G. Blunt,
USA
- Major-general
Edward Canby,
USA
- Major-general
Samuel R. Curtis,
USA

- Major-general
John C. Frémont,
USA
- Major-general
Nathaniel Lyon,
USA
- Major-general
John Pope,
USA
- Major-general
William S. Rosecrans,
USA
- Major-general
John Schofield,
USA

## Principais comandantes Confederados no Teatro Trans-Mississippi
- General
Edmund Kirby Smith,
CSA
- Tenente-general
Theophilus H. Holmes,
CSA
- Tenente-general
Richard Taylor,
CSA
- Major-general
Thomas C. Hindman,
CSA
- Major-general
John B. Magruder,
CSA

- Major-general
Sterling Price,
MSG, CSA
- Major-general
Earl Van Dorn,
CSA
- General-de-brigada
Henry Hopkins Sibley,
CSA
- General-de-brigada
Benjamin McCulloch,
CSA
- General-de-brigada
Stand Watie,
CSA

## Departamento Trans-Mississippi
O Departamento Trans-Mississippi do Exército dos Estados Confederados foi formado em 26 de maio de 1862, incluindo Missouri, Arkansas, Texas, Território Indígena (atual Oklahoma) e Luisiana a oeste do rio Mississippi. Ele absorveu o antigo Distrito Trans-Mississippi (Departamento Número Dois), que havia sido organizado em 10 de janeiro de 1862, para incluir a parte de Luisiana ao norte do rio Red River, o Território Indígena (atual Oklahoma) e os estados de Missouri e Arkansas, com exceção a leste do Condado de St. Francis, Arkansas, para o Condado de Scott, Missouri. O departamento combinado tinha sua sede em Shreveport, Luisiana e Marshall, Texas.

### Comandantes
- Major-general Earl Van Dorn, CSA, (10 de janeiro de 1862 – 23 de maio de 1862, Parte distrital do Departamento Número Dois)
- General-de-brigada Paul O. Hébert, CSA, (26 de maio de 1862 – 20 de junho de 1862)
- Major-general John B. Magruder, CSA, (atribuído em 20 de junho de 1862, mas não aceitou)
- Major-general Thomas C. Hindman, CSA, (20 de junho de 1862 – 16 de julho de 1862)
- Tenente-general Theophilus H. Holmes, CSA,  (30 de julho de 1862 – 9 de fevereiro de 1863)
- Tenente-general Edmund Kirby Smith, CSA,  (7 de março de 1863 – 19 de abril de 1865)
- Tenente-general Simon Bolivar Buckner, CSA,  (19 de abril de 1865 – 22 de abril de 1865)
- General Edmund Kirby Smith, CSA,  (22 de abril de 1865 – 26 de maio de 1865)

## Território Confederado no Arizona e Território da União no Novo México
Em 1861, o Exército dos Estados Confederados lançou uma campanha bem-sucedida no recém-organizado Território do Novo México (atual Arizona e Novo México). Moradores das regiões meridionais deste território adotaram uma ordenança de secessão e pediram que forças militares dos Estados Confederados da América estacionadas mais a leste, no Texas, ajudassem a remover as forças do Exército da União ainda estacionadas lá. O Território Confederado do Arizona foi proclamado pelo coronel John R. Baylor após vitórias na Primeira Batalha de Mesilla em 25 de julho de 1861, em Mesilla, Novo México, e a captura de várias forças da União. As forças do Sul avançaram para o norte através do Vale do Rio Grande, capturando Albuquerque e Santa Fé em março de 1862. Tentativas de pressionar mais para o norte no território foram mal sucedidas, e as forças Confederadas se retiraram do Arizona completamente em 1862, quando os reforços da União chegaram da Califórnia.
A Batalha de Glorieta Pass, de 26 a 28 de março de 1862, foi um confronto relativamente pequeno em termos de números envolvidos e perdas (140 da União, 190 dos Confederados). No entanto, as questões estratégicas militares/políticas eram grandes e a batalha foi decisiva para resolvê-las. Os Confederados poderiam ter levado o Fort Union mais ao norte, no vale do Rio Grande, e até mesmo Denver, a capital territorial do norte do Território do Colorado, caso não tivessem sido detidos em Glorieta. Como disse um certo texano: "Se não fosse por esses demônios de Pico Pikes, esse país teria sido nosso".
Esta pequena batalha dissolveu qualquer possibilidade dos Confederados tomarem o Novo México e os territórios do extremo oeste. Em abril, a California Column, voluntários da União da Califórnia, expulsou os Confederados remanescentes do atual Arizona, na Batalha de Picacho Pass. No Leste dos Estados Unidos, a luta se arrastou por mais três anos, mas no sudoeste a guerra contra os Confederados acabou, mas a guerra contra os Apache, Navajo e Comanche continuou até as guarnições da Califórnia até serem substituídas por tropas do Exército dos Estados Unidos depois que a Guerra Civil Americana terminou.
Várias batalhas ocorreram entre soldados Confederados e milicianos no Território Confederado do Arizona, a altura das campanhas dos Apaches contra as forças rebeldes foi durante meados de finais de 1861.

## Missouri, Arkansas e Kansas
Embora um estado de escravos com um movimento Confederado altamente organizado e militante, graças aos "rufiões da fronteira" pró-escravidão que combateram as milícias antiescravistas no Kansas na década de 1850, os missourianos se aliaram à União numa proporção de dois ou três para um. O governador pró-confederado de Claiborne Fox Jackson e sua pequena guarda estadual sob o comando do general Sterling Price ligaram-se às forças Confederadas sob o comando do general Benjamin McCulloch. Após vitórias na Batalha de Wilson's Creek e em Lexington, Missouri, as forças Confederadas foram expulsas do estado pela chegada de grandes forças da União em fevereiro de 1862 e foram efetivamente bloqueadas pela derrota na Batalha de Pea Ridge, Arkansas, em 6 a 8 de março.
Um conflito de guerrilha começou a arruinar o Missouri. Gangues de insurgentes Confederados, comumente conhecidos como "Bushwhackers", emboscaram e combateram as tropas da União e as forças de milícia da União. Grande parte dos combates foi entre os missourianos de diferentes convicções; ambos os lados levaram a cabo grandes atrocidades contra civis, desde o reassentamento forçado até o assassinato. Os historiadores estimam que a população do estado caiu em um terço durante a guerra; a maioria sobreviveu, mas fugiu ou foi expulsa de um lado ou de outro. Muitos dos líderes mais brutais dos bushwhackers, como William Quantrill e William T. "Bloody Bill" Anderson, ganharam notoriedade nacional. Um grupo de seus seguidores permaneceu armado e executou roubos e assassinatos (que podem ter considerado resistência contínua de guerrilha) por 16 anos após a guerra, sob a liderança de Jesse James, seu irmão Frank James e Cole Younger e seus colegas e irmãos.
Pela maioria das medidas, a insurgência da guerrilha Confederada no Missouri durante a Guerra Civil Americana foi o pior conflito que já ocorreu em solo americano. Por um cálculo, quase 27.000 missourianos morreram na violência. Historiadores ofereceram várias explicações para o nível anormalmente alto de atividade de guerrilha no Missouri, incluindo a possibilidade de que a violência estivesse ligada a milhares de vendas de ordens judiciais pelo tribunal pertencentes aos simpatizantes dos Confederados, começando em 1862 e continuando durante a guerra. As vendas de imóveis surgiram de julgamentos em tribunais por dívidas inadimplidas incorridas no início da guerra para armar tropas rebeldes.
O Kansas foi admitido na União como um estado livre em 29 de janeiro de 1861, três meses antes da batalha de abertura da guerra em Fort Sumter. Em agosto de 1863, Quantrill levou seus invasores ao Kansas destruindo grande parte da cidade de Lawrence e assassinando mais de 150 homens e meninos desarmados no que ficou conhecido como o Massacre de Lawrence. Em 25 de outubro de 1864, durante a invasão do general Confederado Sterling Price ao Kansas e Missouri, em três ações interconectadas, as forças de Price foram derrotadas na Batalha de Marais des Cygnes, Mine Creek (um dos maiores engajamentos de cavalaria da guerra), e uma batalha final em Marmiton River, selando o destino da campanha de Price e forçando sua retirada para o Território Indígena e, eventualmente, o Texas, antes de retornar ao Arkansas.

## Texas e Luisiana
A União montou várias tentativas de capturar as regiões trans-Mississippi do Texas e Louisiana desde 1862 até o fim da guerra. Com portos a leste sob bloqueio ou capturados, o Texas, em particular, se tornou um refúgio para o bloqueio. Conhecida como a "porta dos fundos" dos Confederados, o Texas e o oeste da Louisiana continuaram a fornecer algodão que foram transferidas para as cidades fronteiriças mexicanas de Matamoros e Bagdad, e enviadas para a Europa por meio de corredores de bloqueio em troca de suprimentos.
Determinado a fechar este comércio, a União montou várias tentativas de invasão do Texas, cada uma delas sem sucesso. As vitórias dos Confederados em Galveston, Texas, a Batalha de Sabine Pass e a Segunda Campanha de Bayou Teche repeliram as forças de invasão. A desastrosa Campanha de Red River da União no oeste da Luisiana, incluindo uma derrota na Batalha de Mansfield, efetivamente acabou com a tentativa final de invasão da União na região até a queda dos Confederados. Jeffery Prushankin argumenta que o "orgulho, o mau julgamento e a falta de habilidade militar" de Edmund Kirby Smith impediram o general Richard Taylor de potencialmente ganhar uma vitória que poderia ter afetado grandemente a situação militar e política a leste do rio Mississippi.
Isolada dos eventos no leste, a Guerra Civil Americana continuou em um nível baixo no Teatro Trans-Mississippi por vários meses após a rendição de Robert E. Lee em abril de 1865. A última batalha da guerra ocorreu no Palmito Ranch, no sul do Texas, de 12 a 13 de maio. A batalha terminou em uma vitória confederada.

## Território Indígena
O Território Indígena ocupou a maior parte do atual estado americano de Oklahoma e serviu como uma região não organizada reservada às tribos nativas americanas do Sudeste dos Estados Unidos após terem sido removidas de suas terras mais de 30 anos antes da guerra. A área recebeu numerosas escaramuças e 7 batalhas oficialmente reconhecidas envolvendo unidades indígenas americanas aliadas aos Estados Confederados da América, índios americanos leais ao governo dos Estados Unidos e tropas da União e dos Confederados. Uma campanha liderada pelo general da União James G. Blunt para garantir o Território Indígena culminou com a Batalha de Honey Springs em 17 de julho de 1863. Embora sua força incluísse nativos americanos, a União não incorporou soldados nativos americanos em seu exército regular. Oficiais e soldados fornecidos aos Confederados de terras indígenas americanas contados em 7.860 e vieram em grande parte das nações Cherokee, Chickasaw, Choctaw, Creek e Seminoles. Entre eles estava o general-de-brigada Stand Watie, um Cherokee que invadiu posições da União no Território Indígena com seu 1.° Regimento de Fuzis Montados Cherokee bem depois que a maioria das forças Confederadas abandonou a área. Watie liderou suas tropas na guerra de guerrilha, atacando posições da União, abastecendo vagões e atacando outros americanos Cherokee e nativos que apoiavam a União. Ele se tornou o último general Confederado a se render quando assinou um acordo de cessar-fogo com representantes da União em 23 de junho de 1865.

### Outras referências
- Eicher, John H., and Eicher, David J., Civil War High Commands, Stanford University Press, 2001, ISBN 0-8047-3641-3.
- Prushankin, Jeffrey S., A Crisis in Confederate Command: Edmund Kirby Smith, Richard Taylor, and the Army of the Trans-Mississippi, Louisiana State University Press, 2005, ISBN 0-8071-3088-5.
- Prushankin, Jeffrey S., The Civil War in the Trans-Mississippi Theater, 1861-1865, United States Army Center of Military History, 2015.
- Smith, Stacey L.  "Beyond North and South: Putting the West in the Civil War and Reconstruction." Journal of the Civil War Era 6.4 (2016): 566-591. online
- National Park Service campaign descriptions
- National Park Service lesson plan on Glorieta